# Elźbieta Cherezińska
Elżbieta Cherezińska (* 9. října 1972 Piła) je polská spisovatelka historických děl a teatroložka.

## Život a dílo
Vystudovala divadelní fakultu Divadelní akademie Aleksander Zelwerowicz ve Varšavě. V roce 2009 získala stipendium od Jerzyho Koeniga, které je udělováno absolventům této univerzity.
Literární kariéru zahájila spoluprací s bývalým izraelským velvyslancem v Polsku Shewahem Weissem, v roce 2005 vydala jeho biografii pod názvem Z jednej strony, z drugiej strony, V roce 2008 vyšla kniha Byłam sekretarką Rumkowskiego. Dzienniki Etki Daum. Kniha byla napsaná na základě deníků tajemníka Chaima Mordechaje Rumkowského a popisuje reálie lodžského ghetta. V roce 2010 vyšla kniha Gra w kości (Hra o kosti), její první román o Piastovcích. V knize popisuje události kolem hvězdenského sjezdu. Román z doby druhé světové války Legion vyšel v roce 2013 a román Turniej cieni v roce 2015. Román Sydonia. Słowo się rzekło popisuje historii Pomořanska na přelomu 16. a 17. století v době čarodějnických procesů, vyšel v roce 2023.
Od roku 2009 začala vydávat historické romány, jejichž děj je situován především do středověku ve střední a severní Evropě. Autorka vychází z historických událostí, děj obohacuje psychologickými studiemi postav a vykreslením prostředí. Ze série Północna Droga vyšly postupně knihy Saga Sigrun, Ja jestem Halderd, Pasja według Einara, Trzy młode pieśni.
Román Korona śniegu i krwi, vydaný v roce 2012, se odehrává v Polsku 13. století. Je to první kniha ze série Odrodzone królestwo. Na základě románu vzniklo rozhlasové drama Radia Merkury. Následovaly romány Niewidzialna korona, Płomienna korona, Wojenna korona, Odrodzone królestwo.
V roce 2013 se stala finalistkou Národní literární ceny Gryfia za knihu Korona śniegu i krwi..Její román Legion byl časopisem Magazyn Literacki Książki vyhlášen v roce 2014 Knihou roku 2013.. V roce 2014 byl román Niewidzialna korona vyhlášen čtenáři za Nejlepší knihu léta v referendu pořádaném pořadem TVP Kultura Polské televize. Román Turniej cieni byl nominován v roce 2015 na Knihu roku v kategorii Historický román. V roce 2018 převzala autorka Výroční cenu Ministerstva kultury a národního dědictví v kategorii Literatura.
V roce 2023 byla Elżbieta Cherezińska hostem veletrhu Svět knihy v Praze.

### Północna droga (Severní cesta)
- Saga Sigrun, 2009
- Ja jestem Halderd, 2010
- Pasja według Einara, 2011
- Trzy młode pieśni, 2012

### Odrodzone królestwo (Obnovené království)
- Korona śniegu i krwi, 2012
- Niewidzialna korona, 2014
- Płomienna korona, 2017
- Wojenna korona, 2019
- Odrodzone królestwo, 2020

### Harda królowa (Hrdá královna)
- Harda, 2016
- Królowa, 2016

### Česky vydané knihy
- Hra o kosti, 2017[11][12]
- Hrdá, 2022[13] [14]